# Estación de Morden
Morden es una estación del metro de Londres situada en el barrio de Morden, municipio de Merton, en Londres, Reino Unido.
Inaugurada en 1926, tiene servicios de la Northern Line, de la que es estación terminal en su extremo sur.